# 1I/ʻOumuamua

1I/ʻOumuamua bana genom solsystemet

1I/ʻOumuamua, först med beteckningarna A/2017 U1 och C/2017 U1 (PANSTARRS), är det första interstellära objektet och den första interstellära asteroid som observerats av astronomer. Den upptäcktes när den passerade genom solsystemet i oktober 2017. Den hade då passerat perihelium 40 dygn tidigare. Vid perihelium var den drygt 0,255 AU från solen. Den upptäcktes av Robert Weryk den 19 oktober 2017 och antogs först vara en komet, men omklassificerades en vecka senare till asteroid eftersom den ansågs inte visa några tecken på aktivitet. Ett år senare släpptes en forskningsrapport från Harvarduniversitetet. Enligt den kan det röra sig om ett tillverkat föremål från en utomjordisk civilisation. Detta efter att det har konstaterats att föremålet ökade hastigheten i solsystemet.

## Namnet
Asteroiden har fått sitt namn efter det hawaiiska ordet för "spejare" eller "stigfinnare". Namnet valdes av Pan-STARRS.

### Nomenklatur
Som det första bekräftade objektet av sitt slag blev ʻOumuamua en utmaning för den Internationella astronomiska unionen (IAU), som namnger astronomiska objekt. En ny typ av beteckning, I, inrättades för interstellära objekt och ʻOumuamua fick beteckningen 1I. Det korrekta sättet att ange detta objekt är därför: 1I, 1I/2017 U1, 1I/ʻOumuamua eller 1I/2017 U1 (ʻOumuamua).

## Fysiska egenskaper och omloppsbana
Asteroiden reflekterar solljus på ett mycket udda sätt. Den bedöms utifrån detta vara mer än tio gånger längre än vad den är bred. Vilka processer som kan generera himlakroppar med den här formen är okänt. En förklaring kan vara att den inte alls är så utsträckt, utan att solljuset reflekteras på ett mycket udda sätt. Ytan är rödaktig vilket påminner om Pluto och andra dvärgplaneter i utkanten av solsystemet.
När ʻOumuamua lämnade solsystemet, visade den tecken på en acceleration, som inte går att förklara med hjälp av den vanliga gravitationsmodellen. En vanlig orsak till sådan acceleration är att det strömmar ut gaser ur objektet. Detta är särskilt tydligt bland kometer, där gasen ibland är synlig för blotta ögat i form av en koma och svans. Trots noggranna observationer kunde man dock inte detektera någon gas. Seriösa astronomer har till och med lekt med tanken att ʻOumuamua  är ett artificiellt objekt, konstruerat av en utomjordisk civilisation. En ytterligare tänkbar förklaring till dylik acceleration är strålningstrycket från solen. Men givet antagandet att ʻOumuamua är sammansatt ungefär som vanliga kometer, så är objektet alldeles för litet och tungt för att uppnå den acceleration som uppmättes. Doktor Amaya Moro-Martin har beräknat att om ʻOumuamua har en densitet på storlekgraden av 10-5 g/cm3, så skulle det kunna förklara objektets acceleration. Den låga densiteten skulle då kunna förklaras genom att den består av ett slags fruset skum från utkanten av en protoplanetarisk skiva. Då sådant skum bedöms samlas i tredimensionella fraktaler, så kan det också förklara objektets ovanligt utsträckta form.